# Horna
För andra betydelser, se Horna (olika betydelser).
Horna är en småort i Rinkaby distrikt i Kristianstads kommun i Skåne län, belägen mellan Rinkaby och Åhus.

## Befolkningsutveckling
| Befolkningsutvecklingen i Horna 1990–2015 | Befolkningsutvecklingen i Horna 1990–2015 | Befolkningsutvecklingen i Horna 1990–2015 | Befolkningsutvecklingen i Horna 1990–2015 | Befolkningsutvecklingen i Horna 1990–2015 |
| ----------------------------------------- | ----------------------------------------- | ----------------------------------------- | ----------------------------------------- | ----------------------------------------- |
|                                           |                                           |                                           |                                           |                                           |
| År                                        |                                           |                                           | Folkmängd                                 | Areal (ha)                                |
| 1990                                      | 1990                                      |                                           | 98                                        | 19#                                       |
| 1995                                      | 1995                                      |                                           | 110                                       | 22#                                       |
| 2000                                      | 2000                                      |                                           | 108                                       | 22#                                       |
| 2005                                      | 2005                                      |                                           | 100                                       | 24#                                       |
| 2010                                      | 2010                                      |                                           | 96                                        | 24#                                       |
| 2015                                      | 2015                                      |                                           | 103                                       | 32#                                       |
| Anm.: # Som småort.                       |                                           |                                           |                                           |                                           |